# Jasmit Singh Phulka
Jasmit Singh Phulka (Berlin, 1994. október 11. –) indiai származású, de kanadai színekben versenyző szabadfogású birkózó. 2013-ban a Nemzetközösségi Kupán szabadfogású birkózásban a 84 kg-os súlycsoportban bronzérmet szerzett, valamint 2017-ben a Nemzetközösségi Kupán szabadfogású birkózásban a 74 kg-os súlycsoportban szintén bronzérmet szerzett.

## Sportpályafutása
A 2013-ban megrendezett Nemzetközösségi Kupán szabadfogású birkózásban a 84 kg-os súlycsoportban bronzérmet szerzett.
A 2017-ben megrendezett Nemzetközösségi Kupán szabadfogású birkózásban a 74 kg-os súlycsoportban bronzérmet szerzett.
A 2018-as birkózó-világbajnokságon a selejtezőben ellenfele a 79 kg-osok selejtezői során a német Martin Obst volt. A mérkőzésére 2018. október 21-én került sor, melyet a német nyert 2–1-re.